# Mounir Jelili
Mounir Jelili (* 11. Juni 1949; † 24. Januar 2023 in Tunis) war ein tunesischer Handballspieler.

## Biografie
Jelili spielte auf Vereinsebene für den erfolgreichsten tunesischen Klub Espérance Sportive de Tunis, mit dem er neunmal die nationale Meisterschaft und siebenmal den nationalen Pokal gewann.
Bei der Weltmeisterschaft 1967 in Schweden war Jelili der jüngste Spieler des Turniers.
Jelili gehörte bei den Olympischen Sommerspielen 1972 in München der tunesischen Handballauswahl an, die den 16. Platz belegte. Vier Jahre später bei den Olympischen Sommerspielen 1976 in Montreal gehörte er erneut der tunesischen Handballauswahl an, die den 12. Platz belegte.
Er war Bestandteil der Mannschaft, die die erste Handball-Afrikameisterschaft der Männer 1974 gewann.
Der Handballnationalspieler Mohamed Naceur Jelili ist sein Bruder.

## Erfolge
- Tunesischer Meister: 1967, 1969, 1971 bis 1977
- Tunesischer Pokalsieger: 1970 bis 1976
- Afrikameister: 1974
- Arabischer Landesmeisterpokalsieger: 1976
- Tunesischer Handballspieler des Jahres: 1977